# Adrián Marín Gómez
Adrián Marín Gómez (* 9. Januar 1997 in Torre-Pacheco) ist ein spanischer Fußballspieler, der aktuell bei Sporting Braga unter Vertrag steht.

## Karriere

### Verein
Marín begann seine Karriere beim FC Villarreal. Nachdem er zuvor für die C-Mannschaft in der Tercera División gespielt hatte, debütierte er im Oktober 2013 für die Zweitmannschaft in der Segunda División B. Im August 2014 debütiert er schließlich für die Profis, als er im Rückspiel des Playoffs der Europa-League-Qualifikation 2014/15 gegen den FK Astana in der 56. Minute eingewechselt wurde. Im September 2014 gab er gegen den FC Granada sein Debüt in der Primera División.
Im Juli 2016 wurde er an den Ligakonkurrenten CD Leganés verliehen. Im August 2018 wechselte er zu Deportivo Alavés. Für Deportivo Alavés gab Marín sein Debüt am ersten Spieltag im August 2018 gegen den FC Barcelona. Anfang 2021 schloss er sich dem FC Granada an. Nach nur einem halben Jahr wechselte er auf Leihbasis zum FC Famalicão. Nach Ablauf der Leihe kehrte der Spieler nicht nach Granada zurück, sondern schloss sich dem Gil Vicente FC an. Nach einem weiteren Jahr wechselte er im Sommer 2023 zu Sporting Braga.

### Nationalmannschaft
Marín spielte für die spanische U-17-, U-18- und U-19-Auswahl. Im März 2016 gab er sein Debüt für die spanische U-21-Nationalmannschaft, als er in der EM-Qualifikation gegen Kroatien in der Startelf stand.